# برویکس
برویکس (به فرانسوی: Brieux) یک کمون در فرانسه است که در Canton of Trun واقع شده‌است.

## خصوصیات
برویکس ۵٫۱۷ کیلومترمربع مساحت و ۹۲ نفر جمعیت دارد و ۱۳۳ متر بالاتر از سطح دریا واقع شده‌است.